# Girabola
Il Girabola è la massima serie del campionato angolano di calcio, organizzato dalla Federazione calcistica dell'Angola (FAF).
La squadra con il maggior numero di campionati vinti è l'Atlético Petróleos de Luanda (19 titoli).

## Storia
Il primo campionato con il patrocinio della FAF si svolse nel 1979 fra 24 squadre, divise in 4 gruppi di 6 squadre ciascuno. I vincitori di ogni gruppo si incontrarono poi in una serie di scontri diretti.
Dal 1980 al 1990 nel campionato militarono 14 squadre. Dopo il 1991 il numero delle compagini partecipanti fu alzato a 16. Nel 1993 e nel 1994 presero parte al campionato solo 12 squadre e dal 1995 le squadre furono nuovamente 14. Dal 2010 il numero delle partecipanti è salito a 16.

## Squadre
Stagione 2024-2025.
- Académica Lobito
- Bravos do Maquis
- Carmona
- Desportivo Lunda Sul
- Desportivo Huíla
- Interclube
- Isaac de Benguela
- Kabuscorp
- Luanda City
- Petro Atlético
- Primeiro de Agosto
- Recreativo do Libolo
- Sagrada Esperança
- Santa Rita de Cássia
- São Salvador
- Wiliete

## Albo d'oro
- 1979:  Primeiro de Agosto
- 1980:  Primeiro de Agosto
- 1981:  Primeiro de Agosto
- 1982:  Petro Atlético
- 1983:  Primeiro de Maio
- 1984:  Petro Atlético
- 1985:  Primeiro de Maio
- 1986:  Petro Atlético
- 1987:  Petro Atlético
- 1988:  Petro Atlético
- 1989:  Petro Atlético
- 1990:  Petro Atlético
- 1991:  Primeiro de Agosto
- 1992:  Primeiro de Agosto
- 1993:  Petro Atlético
- 1994:  Petro Atlético
- 1995:  Petro Atlético
- 1996:  Primeiro de Agosto
- 1997:  Petro Atlético
- 1998:  Primeiro de Agosto
- 1999:  Primeiro de Agosto
- 2000:  Petro Atlético
- 2001:  Petro Atlético
- 2002:  Aviação
- 2003:  Aviação
- 2004:  Aviação
- 2005:  Sagrada Esperança
- 2006:  Primeiro de Agosto
- 2007:  Interclube
- 2008:  Petro Atlético
- 2009:  Petro Atlético
- 2010:  Interclube
- 2011:  Recreativo do Libolo
- 2012:  Recreativo do Libolo
- 2013:  Kabuscorp
- 2014:  Recreativo do Libolo
- 2015:  Recreativo do Libolo
- 2016:  Primeiro de Agosto
- 2017:  Primeiro de Agosto
- 2018:  Primeiro de Agosto
- 2018-2019:  Primeiro de Agosto
- 2019-2020: sospeso
- 2020-2021:  Sagrada Esperança
- 2021-2022:  Petro Atlético
- 2022-2023:  Petro Atlético
- 2023-2024:  Petro Atlético
- 2024-2025:  Petro Atlético

## Vittorie per squadra
| Club                 | Città    | Vittorie | Stagioni |
| -------------------- | -------- | -------- | --- |
| Petro Atlético       | Luanda   | 19       | 1982, 1984, 1986, 1987, 1988, 1989, 1990, 1993, 1994, 1995, 1997, 2000, 2001, 2008, 2009, 2022, 2023, 2024, 2025 |
| Primeiro de Agosto   | Luanda   | 13       | 1979, 1980, 1981, 1991, 1992, 1996, 1998, 1999, 2006, 2016, 2017, 2018, 2019                                     |
| Recreativo do Libolo | Libolo   | 4        | 2011, 2012, 2014, 2015                                                                                           |
| Aviação              | Luanda   | 3        | 2002, 2003, 2004                                                                                                 |
| Interclube           | Luanda   | 2        | 2007, 2010 |
| Primeiro de Maio     | Benguela | 2        | 1983, 1985 |
| Sagrada Esperança    | Dundo    | 2        | 2005, 2021 |
| Kabuscorp            | Luanda   | 1        | 2013 |